# Moneda Sikarra
La moneda Sikarra és un tetartemórion (una subdivisió de l'antiga dracma grega) que data del segle iii aC. Adquirit en pública subhasta l'17 de març de 2011 per l'Associació Cultural Fòrum l'Espitllera i la Fundació Jordi Cases i Llebot, la moneda presenta l'anvers decorat amb un cap masculí i el revers amb dues pròtomes de cavall amb les potes aixecades i unides pel tors. A més, al revers presenta una inscripció en alfabet ibèric on es llegeix «śikaŕa» (pronunciat /siɡara/), possible origen del topònim actual de la Segarra. Trobada dins el terme municipal de Biosca (la Segarra), avui, aquesta peça forma part de la col·lecció del Museu Comarcal de Cervera.

## La moneda
Del taller (o seca) ibèric que produí les monedes de Sikarra tan sols se'n coneixen actualment tres exemplars: un tetartemórion, que seria el divisor major d'una suposada dracma de Sikarra, i dos tetartemória, que correspondrien al divisor menor de la seca. El tetartemórion que aquí s'exposa és actualment l'únic exemplar accessible i també el més ben conservat.
Forma part d'una de les primeres produccions de moneda ibèrica. Per influència de les colònies gregues d'Empórion (Empúries) i de Massalia (Marsella) algunes de les primeres monedes ibèriques s'emeteren prenent com a referència el món hel·lènic, és a dir, el patró de la dracma i dels seus divisors. És per això que, malgrat tractar-se d'una moneda ibèrica, podem catalogar-la com a tetartemórion, denominació grega d'un d'aquests divisors, que imita en el pes i en el metall.
Ens aporta molta informació sobre una seca extremament desconeguda. El cap masculí que mostra l'anvers és molt comú a una gran part de les encunyacions monetàries ibèriques. En canvi, el símbol que incorpora en el revers, la figura de les dues pròtomes de cavall amb les potes aixecades, mirant en direccions oposades i unides pel tronc, és un cas únic tant en l'àmbit de la cultura ibèrica com en qualsevol altra emissió de la península Ibèrica. Només sis emissions de moneda incorporen aquest mateix símbol, totes elles de llocs situats a la Mediterrània central i, sobretot, oriental.
La inscripció resulta especialment important. El seu estudi ha permès demostrar que el nom de l'actual comarca de la Segarra té el seu origen en la denominació ibèrica Sikarra, plasmada aquí amb escriptura ibèrica. Això fa recular un mínim de 200 anys la data fins ara acceptada per a l'origen d'aquest topònim, corresponent a les inscripcions d'època romana recuperades als Prats de Rei que fan referència al municipium sigarrensis. La localització d'una potent fortificació ibèrica associada a un nucli d'hàbitat datat entre els segles V i el III aC fa molt probable la possibilitat que Sikarra estigués situada en aquest municipi de l'Alta Segarra.
La moneda va ser adquirida el 17 de març de 2011 en subhasta pública per la Fundació Jordi Cases i Llebot, conjuntament amb el Fòrum l'Espitllera, per un preu de 2.950 euros. Actualment es troba en dipòsit i exposada dins el Museu Comarcal de Cervera

## Dimensions
- gruix: 2 mm
- diàmetre: 8.5 mm
- pes: 0,19 g